# Žuljana
Žuljana je naselje na Hrvaškem, ki upravno spada pod občino Ston; le-ta pa spada pod Dubrovniško-neretvansko županijo.
Žuljana (prej Žulijana) je naselje in manjše pristanišče v Južni Dalmaciji. Leži na koncu doline pod 361 m visoko Gruhavico okoli 25 km severozahodno od Stona v širokem istoimenskem zalivu na jugozahodni obali polotoka Pelješac. Naselje ob veliki prodnati plaži ponuja podeželsko arhitekturo. Domačini se ukvarjajo z vinogradništvom, ribolovom in turizmom. V neposredni bližini ležita zaselka Jejići in Pozirne. V Žuljani so bili najdeni ostanki rimskih grobov. Baročna cerkev sv. Martina stoji na temeljih srednjeveške cerkve; zobati okras na strehi v obliki težkega bojnega kija iz 15. stoletja je verjetno iz prejšnje cerkve. Ob cerkvi stoji kapela sv. Nikole postavljena leta 1630. Cerkev sv. Julijane (od tod tudi ime kraja) z zvonikom na preslico je bila postavljena na prehodu iz renesanse v barok.

## Demografija
| Pregled števila prebivalcev po letih | Pregled števila prebivalcev po letih | Pregled števila prebivalcev po letih | Pregled števila prebivalcev po letih | Pregled števila prebivalcev po letih | Pregled števila prebivalcev po letih | Pregled števila prebivalcev po letih | Pregled števila prebivalcev po letih | Pregled števila prebivalcev po letih | Pregled števila prebivalcev po letih | Pregled števila prebivalcev po letih | Pregled števila prebivalcev po letih | Pregled števila prebivalcev po letih | Pregled števila prebivalcev po letih | Pregled števila prebivalcev po letih |
| ------------------------------------ | ------------------------------------ | ------------------------------------ | ------------------------------------ | ------------------------------------ | ------------------------------------ | ------------------------------------ | ------------------------------------ | ------------------------------------ | ------------------------------------ | ------------------------------------ | ------------------------------------ | ------------------------------------ | ------------------------------------ | ------------------------------------ |
| 1857                                 | 1869                                 | 1880                                 | 1890                                 | 1900                                 | 1910                                 | 1921                                 | 1931                                 | 1948                                 | 1953                                 | 1961                                 | 1971                                 | 1981                                 | 1991                                 | 2001                                 |
| 282                                  | 258                                  | 231                                  | 236                                  | 271                                  | 246                                  | 246                                  | 273                                  | 236                                  | 223                                  | 192                                  | 193                                  | 181                                  | 206                                  | 218                                  |